# Scoparia clavata
Scoparia clavata là một loài bướm đêm trong họ Crambidae.